# Țările de Jos (terminologie)
Țările de Jos este cunoscută sub diverși termeni atât în română, cât și în alte limbi europene.  Acești termeni sunt folosiți pentru a descrie diverse zone sau subiecte care țin de politică, geografie sau istorie. Din acest motiv, terminologia folosită este adesea un izvor de confuzie. În limba română țara se numește Țările de Jos, deși uzual oamenii numesc țara Olanda.
Olanda propriu-zisă este însă doar o regiune din interiorul țării. Acea regiune constă din Olanda de Nord și de Sud, două dintre cele douăsprezece provincii ale statului. Anterior, ele erau o singură provincie, și înainte de aceasta, erau comitatul Olanda, o rămășiță a Regatului Frisian care s-a destrămat, și care includea și părți din actualul Utrecht. După declinul ducatului Brabantului și al comitatului Flandra, Olanda a devenit cel mai important comitat din punct de vedere economic și politic din regiunea Țărilor de Jos. Accentul pus pe Olanda în timpul formării Republicii Neerlandeze, Războiului de 80 de ani și Războaielor Anglo-Neerlandeze din secolele al XVI-lea, al XVII-lea și al XVIII-lea, a făcut ca Olanda să servească drept Pars pro toto⁠(d) pentru întreaga țară. Termenul este astăzi considerat cel mult informal, și chiar incorect. Cu toate acestea, numele „Olanda” este încă folosit pe scară largă pentru echipa națională de fotbal a Țărilor de Jos, inclusiv în Țările de Jos, iar site-ul internațional pentru turism al guvernului neerlandez este „holland.com”. În 2020, însă, guvernul neerlandez a anunțat că în viitor va comunica și va face publicitate doar sub numele de „Țările de Jos”.